# Stijn Devolder
Stijn Devolder (ur. 29 sierpnia 1979 w Kortrijk) – belgijski kolarz szosowy.
Jest kolarzem profesjonalnym od 2002 roku i jeździ w barwach belgijskiej grupy zawodowej Vérandas Willems–Crelan. 
Największymi jego sukcesami w karierze są zwycięstwa w wyścigu Ronde van Vlaanderen w latach 2008-2009. Wcześniej zwyciężył we Flandrii jako junior w 1996 roku.

## Najważniejsze zwycięstwa i sukcesy
2004
- 1. miejsce na 4. etapie Cztery Dni Dunkierki

2005
- 1. miejsce w Driedaagse van De Panne-Koksijde

2006
- 1. miejsce na 3a etapie Dookoła Belgii

2007
- 1. miejsce w Österreich Rundfahrt
- 1. miejsce w mistrzostwach Belgii (start wspólny)
- 3. miejsce w Tour de Suisse
- 1. miejsce w Dookoła Austrii
  - 1. miejsce na 7. etapie
- 1. miejsce na 4. etapie Driedaagse van De Panne-Koksijde

2008
- 1. miejsce w mistrzostwach Belgii (wyścig ind. na czas)
- 1. miejsce w Volta ao Algarve
  - 1. miejsce na 4. etapie
- 1. miejsce w Ronde van Vlaanderen
- 1. miejsce w Dookoła Belgii
  - 1. miejsce na 4. etapie

2009
- 1. miejsce w Ronde van Vlaanderen

2010
- 1. miejsce w Dookoła Belgii
- 1. miejsce w mistrzostwach Belgii (start wspólny)
- 1. miejsce w mistrzostwach Belgii (wyścig ind. na czas)

2013
- 1. miejsce w mistrzostwach Belgii (start wspólny)